# 2A3自走炮
2A3自走炮（俄語：2А3 «Конденсатор»）是蘇聯在1950年代為了投射戰術核炮彈所開發的自走核火砲，它的406公厘主炮尺寸在世界各國陸軍自走炮中相當罕見，但是在技術無法克服與政策指導轉換，最後並未量產運用。

## 簡介
1950年代，在美蘇核戰爭都採取先發制人的指導，因此從戰略到戰術武器都朝向配備核彈頭的指導研發。
蘇聯在1950年代初獲知美軍將重組部隊，成為適應核子戰爭環境下作戰的原子師，並將在1953年在美軍駐西德部隊配發M65原子炮。美國的計畫讓蘇聯感到警惕，在1955年11月18日蘇聯部長會議決議研製可發射核子炮彈的超重型自走炮以因應對抗。同時啟動研發的計畫還有2B1自走迫擊炮。
2A3自走炮的車體底盤研發代號為「271工程」(俄語：Объект 271)，它是由IS-8重戰車改造，增長底盤長度以適應該型炮的尺寸需求。改造後的車體有8對路輪，車後的4對路輪除了原有的懸吊系統外，在陸輪外又加裝扭力桿，試圖抵銷火炮開火的強大後座力。
由於蘇聯的核彈微縮技術較美國落後，承製火炮系統的特種機器製造設計局選擇了使用蘇聯海軍所製造的B-37式406公厘艦炮改造，成為核子自走炮的主炮，火炮代號SM-54，由於炮彈重量已非人力可負擔的規格，設計局研製了專用載彈車與吊彈起重機進行彈藥裝填作業。火炮使用特製的液壓裝置維持穩定，轉向則是採用電動機進行。但是在2A3研發過程中，並沒有真正射擊過戰術核武，僅使用常規炮彈實施測評。
2A3的首輛原型車在1956年12月26日在列寧格勒的基洛夫工廠組裝完成，總共完成了4輛。這幾輛自走炮車在列寧格勒附近的中央炮兵靶場測試，測試過程中發現了許多缺陷，包括：
1. 車體強度與驅動系統很難承擔406公厘火炮的重量，故障狀態經常發生。
2. 開炮後砲車無法承受後座力，車體與炮架均出現結構損傷。
3. 模擬發射戰術核砲彈時，因射程不足，車組成員可能會遭到核輻射波及。

雖然這4輛原型車在1957年紅場閱兵時登場展示，但相關的技術缺陷修改到1960年尚未根治，但约瑟夫·斯大林亡故後的權力競逐使這項計畫正式畫下句點。蘇聯的繼任領導人尼基塔·赫鲁晓夫相信在核子戰爭中飛彈才是攜帶核子武器的主力，在他的軍事指導下，蘇聯陸軍終止了所有在史達林時代進行的超重型火砲開發計畫。
2A3自走炮在1960年在蘇聯部長會議的決策下停止研發，.在莫斯科的俄羅斯中央武力博物館、聖彼得堡炮兵博物館各保存了1輛實車。
在2A3研發中止後，俄羅斯的核子炮彈微縮技術並未停止，後來研發出的3BV3核炮彈在152口徑主炮上也可使用，蘇聯炮兵在1965年後仍然獲得了戰術核武器的投射能力。